# Loyola de Palacio

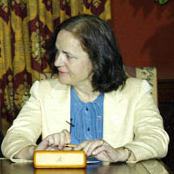
Loyola de Palacio

Ignacia de Loyola de Palacio y del Valle Lersundi (Madrid, 16 september 1950 – aldaar, 13 december 2006) was een Spaans politica.
De Palacio haalde een graad in rechten aan de Complutense Universiteit van Madrid. Hierna was zij de eerste president van de jeugdafdeling van de Partido Popular, de Spaanse conservatieve partij. Ze was gedurende 1986-1996 lid van het Spaanse parlement. Van 1996 tot 1999 was ze minister voor Landbouw, Visserij en Voedsel.
Van 1999 tot 2004 was ze vicevoorzitter van de Europese Commissie en tevens verantwoordelijk voor Energie en Transport. Onder haar verantwoordelijkheid vielen onder andere het Galileo-project, het openen van de luchtvaartmarkt, het openen van de energiemarkt en de veiligheid van schepen.
Loyola de Palacio overleed op 56-jarige leeftijd in een ziekenhuis in Madrid aan de gevolgen van kanker.
- Biblioteca Nacional de España: XX5411088
- Gemeinsame Normdatei: 1156925878
- Parlement.com: vgg51g6u1pxk
- Système universitaire de documentation: 069095108
- Virtual International Authority File: 189499467